# Jakobstärn
Jakobstärn är en sjö i Örebro kommun i Närke och ingår i Nyköpingsåns huvudavrinningsområde.